# Bohuslav Martinů
Bohuslav Martinů (Polička, 1890. december 8. – Bázel, 1959. augusztus 28.) cseh zeneszerző.

## Élete és művei
Poličkában született. Tanulmányait a prágai konzervatóriumban és orgonaiskolában végezte. 1913-ban lett a Cseh Filharmonikusok hegedűse. Első sikereit 1922-ben aratta az Istar című balettjével és a Tűnő éjfél című zenekari művével. Ezt követően ismét beiratkozott a konzervatóriumba, és Josef Suk irányítása alatt kiegészítette ismereteit. A német megszállás idején elhagyta Csehszlovákiát, és 1946-ig az Amerikai Egyesült Államokban élt. Itt írta hat szimfóniáját, illetve több egyetemen órákat is adott. 1946-ban visszatért hazájába, ahol a prágai konzervatórium zeneszerzési mesteriskolájának oktatója lett. 1959-ben hunyt el 68 éves korában.